# Лебедєвка (Звіриноголовський округ)
Лебедє́вка (рос. Лебедевка) — присілок у складі Звіриноголовського округу Курганської області, Росія.
Населення — 66 осіб (2010, 122 у 2002).
Національний склад станом на 2002 рік:
- казахи — 58 %
- росіяни — 41 %